# Ткаченко Борис Іванович
Борис Іванович Ткаченко (18 грудня 1937, хутір Масюки Гадяцького району, Полтавської області  — 7 червня 2024, Лебедин)  — письменник, краєзнавець, етнограф, дослідник комуністичних голодоморів, публіцист, журналіст, агроном.
Почесний громадянин м. Лебедин Сумської області, член Всеукраїнської спілки краєзнавців (1993), член НСПУ (1994).

## Життєпис

### Родина
Народився в родині селян Івана Давидовича Ткаченка, і Марії Панасівни (до шлюбу Шостак). Діда Давида родом із Лебедина розкуркулили і родина опинилася на Донбасі, там батько Іван побрався з матір'ю, яка родом теж з Лебедина. Приїхали до Гадяча, де народився Борис. Після смерті матері батько привіз дітей до Лебедина.

### Навчання
До школи пішов у 1945 році в Лебедині, розташована у будинку де, колись жив Т. Г. Шевченко. Після закінчення 7 класів поступив до Висторопського сільськогосподарського технікуму.

### Армія
1956—1959 служив в армії у Прикарпатському ВО. Був інструктором водієм, готував водіїв для армії.

## Робота
Повернувшись до Лебедина працював агрономом. Саме в цей час почав перші проби пера. Перші виробничі агрономічні дописи, на тему органічного землеробства, екології. Статті друкував у журналі «Україна».

### Творчий доробок

Ткаченко Б. І. в робочому кабінеті

- 1989  — «Совість»  — публіцистичні матеріали про глибинні процеси, що відбуваються на селі, про землю-годувальницю, її болі й тривоги, про справжніх на ній господарів.
- 1991  — «Поле без гербіцидів, душа без погонича»  — нариси про колгосп ім. Орджонікідзе Шишацького району Полтавської області.
- 1993  — «Під чорним тавром»: документи, факти, спогади  — ґрунтовне історичне дослідження причин і наслідків голодомору 1932—1933 років на Сумщині, зокрема, на Лебединщині. Перша в Україні книжка про Голодомор. Номінована на Шевченківську премію.
- 1994 — «Під чорним тавром»: документи, факти, спогади — перевидання.
- 2000 — «Лебедія»: історичні нариси в двох книгах. Кн.1. — Історія дореволюційної Лебединщини.
- 2001 — «За горами гори. Правда про Чечню»
- 2003 — «Пісні рідного краю»  — фольклорна збірка, куди увійшло більше 1000 народних пісень, записаних Борисом Івановичем разом із дружиною на Лебединщині.
- 2007 — «Важка стежка до Бога»  — про справжні причини більшовицького терору, голодомору, переслідування священнослужителів та віруючих
- 2008 — «Під чорним тавром»:  документи, факти, спогади — видання друге, доповнене.
- 2010 — «Погром»  — про знищення українського мистецтвознавства, митців, які ціною свого життя рятували мистецькі скарби свого народу, зокрема про С. А. Таранушенка.
- 2014 — «Лебедія у пазурах червоного антихриста». Кн. 2. — історія Лебединщини перших трьох десятиліть радянської влади. Маловідомі факти
- 2015 — «З ким воюємо, брате?!» — про сьогоднішні події в Україні на тлі російсько-української війни, погляд на розвиток та становлення української державності, яка нині звільняється від російських лабетів.[1]
- 2016 — «Погром». Видання 2-ге, доопрацьоване.
- 2019 — «Сповідь у храмі совісті». — розповідь про своє життя.

### Нагороди і відзнаки
- 1984 — лауреат конкурсу журналу «Україна» за проблемну статтю «Одвічний трудяга млин».[2]
- 1987 — лауреат журналу «Україна» 1987 року за статті «В Савонисі лобода, а в Києві…» та «Хочу червивого яблука».[3]
- 1993 — звання Почесного члена Всеукраїнської спілки краєзнавців.
- 1998 — лауреат премії ім. Хвильового.
- 2000 — лауреат премії обласної ради в галузі літератури та мистецтва у номінації "За кращі літературні та публіцистичні твори (за книги «Під чорним тавром», «Лебедія»).
- 2005 — орден «За заслуги» III ступеня.[4]
- 2007 — орден «За заслуги» II ступеня.[5]
- — церковний орден Святого Рівноапостольного князя Володимира Великого III ступеня єпископом Сумським і Охтирським Мефодієм за книгу «Важка стежка до Бога».
- — диплом почесного члена Всеукраїнського товариства «Просвіта» ім. Т. Г. Шевченка "за значний особистий внесок у справу розбудови та зміцнення Української держави.
- З 23 травня 2008 року  — почесний громадянин Лебедина.
- Лауреат Премії імені Василя Стуса 2013 року[6].
- 2017 — медаль «За жертовну любов до Батьківщини» від Патріарха Київського і всієї України-Руси блаженнійшого Філарета.

### Сімейний стан
Був удівцем. Мав 3 дітей: Наталка, Тарас і Максим. Максим Ткаченко  — колишній голова Лебединської районної адміністрації, відзначився активною підтримкою культурологічних українських організацій.